# Sketches of Spain
Sketches of Spain je studiové album amerického trumpetisty Milese Davise. Nahráno bylo při dvou frekvencích 20. listopadu 1959 a 10. března následujícího roku v newyorském studiu Columbia 30th Street Studio. Bylo nahráno za výrazné pomoci Gila Evanse, který skladby zaranžoval a dirigoval. Album je složeno ze tří španělských a dvou Evansových skladeb. Vyšlo v červenci 1960 u vydavatelství Columbia Records.

## Seznam skladeb
| Pořadí         | Název                 | Autor           | Délka |
| -------------- | --------------------- | --------------- | ----- |
| 1.             | Concierto de Aranjuez | Joaquín Rodrigo | 16:19 |
| 2.             | Will o' the Wisp      | Manuel de Falla | 3:47  |
| 3.             | The Pan Piper         | tradicionál     | 3:52  |
| 4.             | Saeta                 | Gil Evans       | 5:06  |
| 5.             | Solea                 | Evans           | 12:15 |
| Celková délka: | Celková délka:        | Celková délka:  | 41:19 |

## Obsazení
- Miles Davis – trubka, křídlovka
- Gil Evans – aranžmá, dirigent
- Danny Bank – basklarinet
- Bill Barber – tuba
- John Barrows – francouzský roh
- Albert Block – flétna
- James Buffington – francouzský roh
- Eddie Caine – flétna, křídlovka
- Paul Chambers – kontrabas
- Earl Chapin – francouzský roh
- Jimmy Cobb – bicí
- Johnny Coles – trubka
- Harold Feldman – klarinet, flétna, hoboj
- Bernie Glow – trubka
- Dick Hixon – pozoun
- Elvin Jones – perkuse
- Taft Jordan – trubka
- Jack Knitzer – fagot
- Jose Mangual – perkuse
- Jimmy McAllister – tuba
- Tony Miranda – francouzský roh
- Louis Mucci – trubka
- Romeo Penque – hoboj
- Janet Putnam – harfa
- Frank Rehak – pozoun
- Ernie Royal – trubka
- Joe Singer – francouzský roh